# Flic en Flac
 (juillet 2018).
Si vous disposez d'ouvrages ou d'articles de référence ou si vous connaissez des sites web de qualité traitant du thème abordé ici, merci de compléter l'article en donnant les références utiles à sa vérifiabilité et en les liant à la section « Notes et références ».
Flic en Flac est un village situé sur le littoral ouest de l'île Maurice. Réputé pour ses hôtels luxueux, cet endroit attire de nombreux touristes du monde entier pour sa diversité et son paysage. Flic en Flac fait partie du district de Rivière Noire. La plage de Flic en Flac compte parmi les plus belles plages de l'île Maurice.

## Description
Au tournant de l'an 2000, quelques-unes des grandes chaînes d'hôtels tels que Hilton et Sofitel s’y sont implantés, entraînant un développement foncier de grande envergure, si bien que Flic en Flac compte maintenant plusieurs restaurants chinois et italiens, agences de voyages, pharmacies, banques, blanchisseries et boutiques en tout genre, ainsi qu'un centre commercial proposant un supermarché, une salle de jeux et une boîte de nuit. Ce développement immobilier a été strictement encadré par les autorités locales afin d'éviter les « constructions sauvages » ou insalubres. Depuis la fin des années 1980, l'île Maurice, tournant le dos à une politique touristique restrictive, a permis l'ouverture de grands hôtels et l'atterrissage des compagnies charter, jusqu'alors interdit.

Urbanisme résidentiel à Flic-en-Flac.
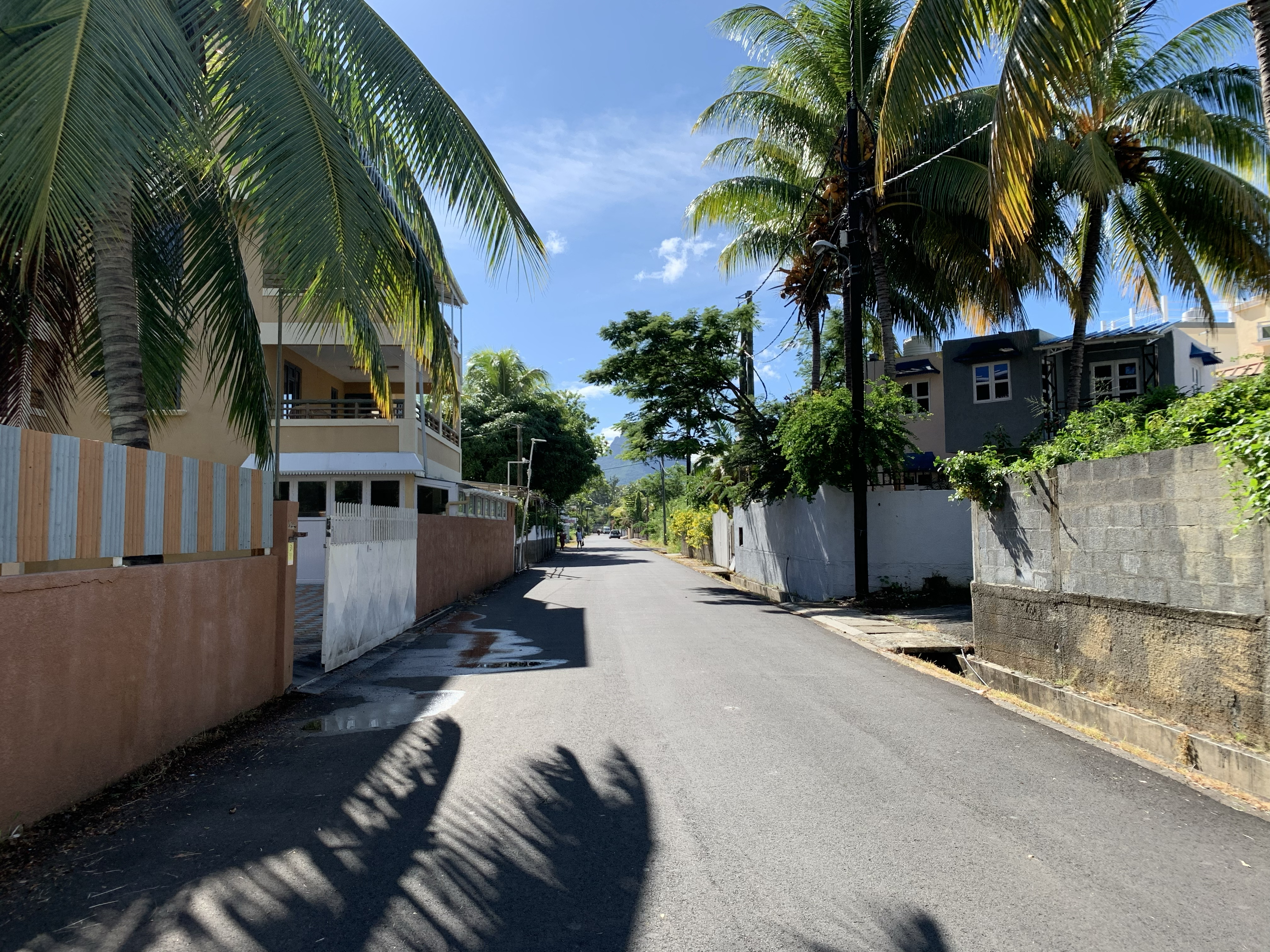
Avenue des Bengalis.
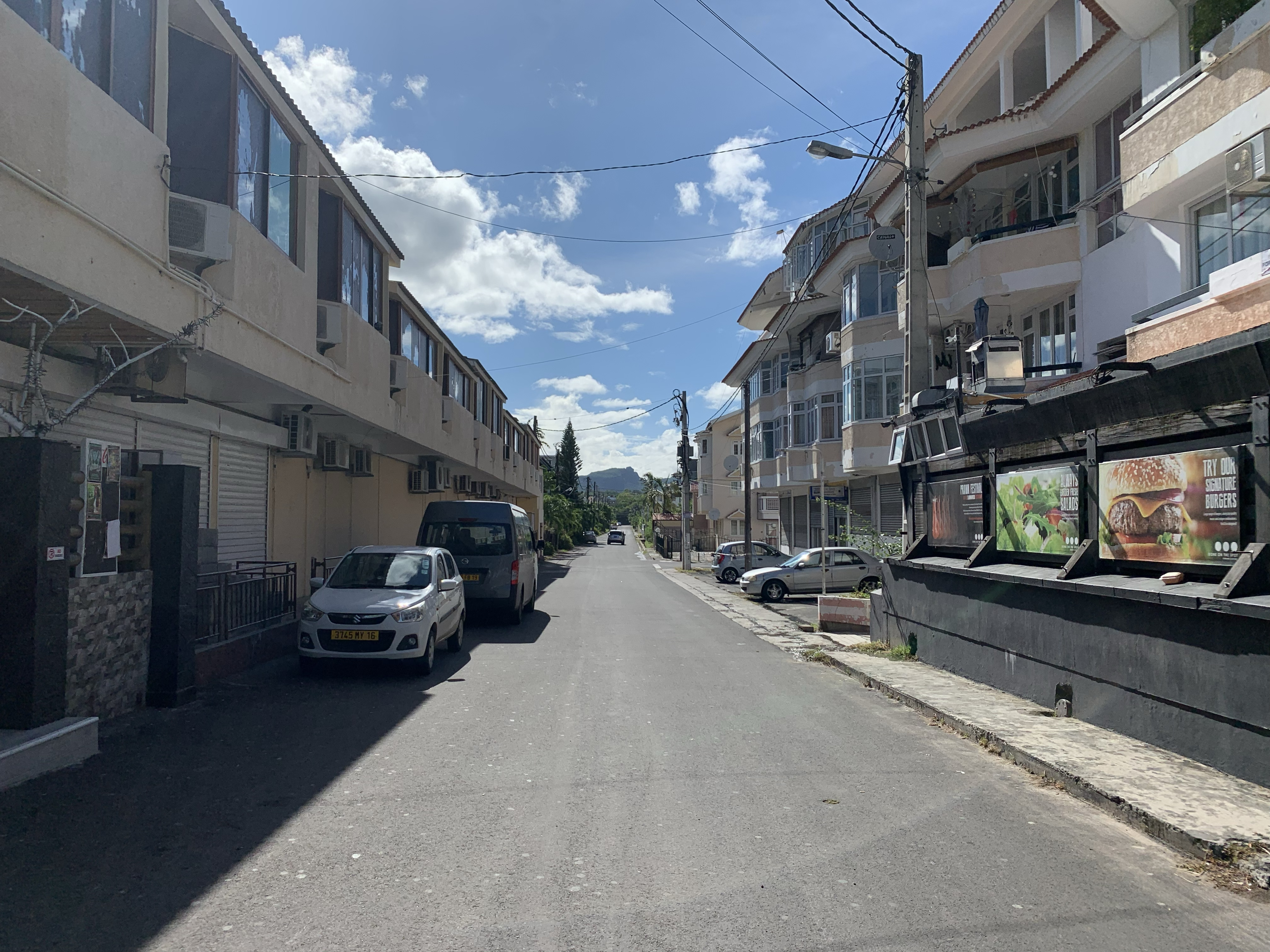
Avenue des Crécerelles.
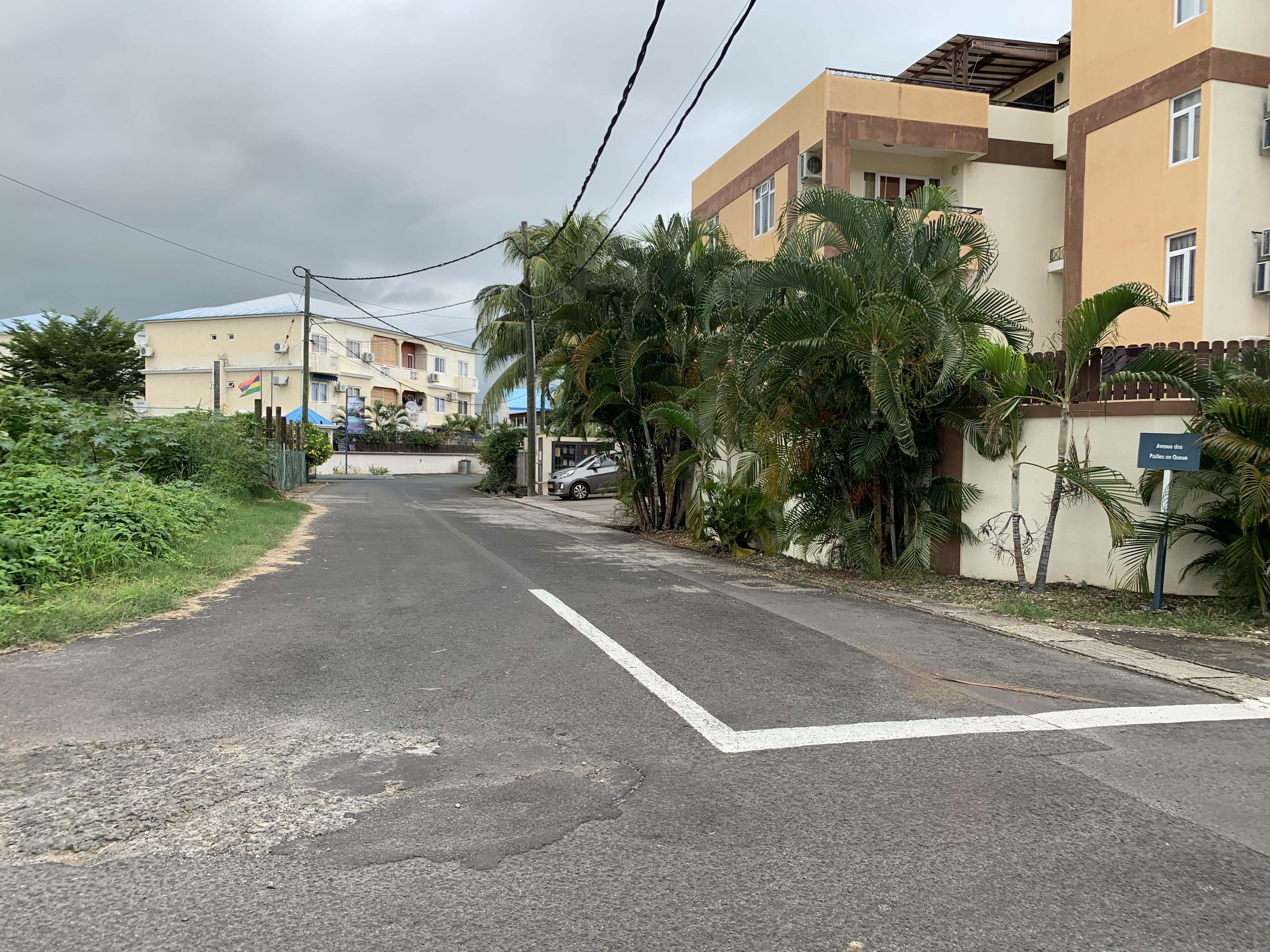
Avenue des Pailles en Queue.
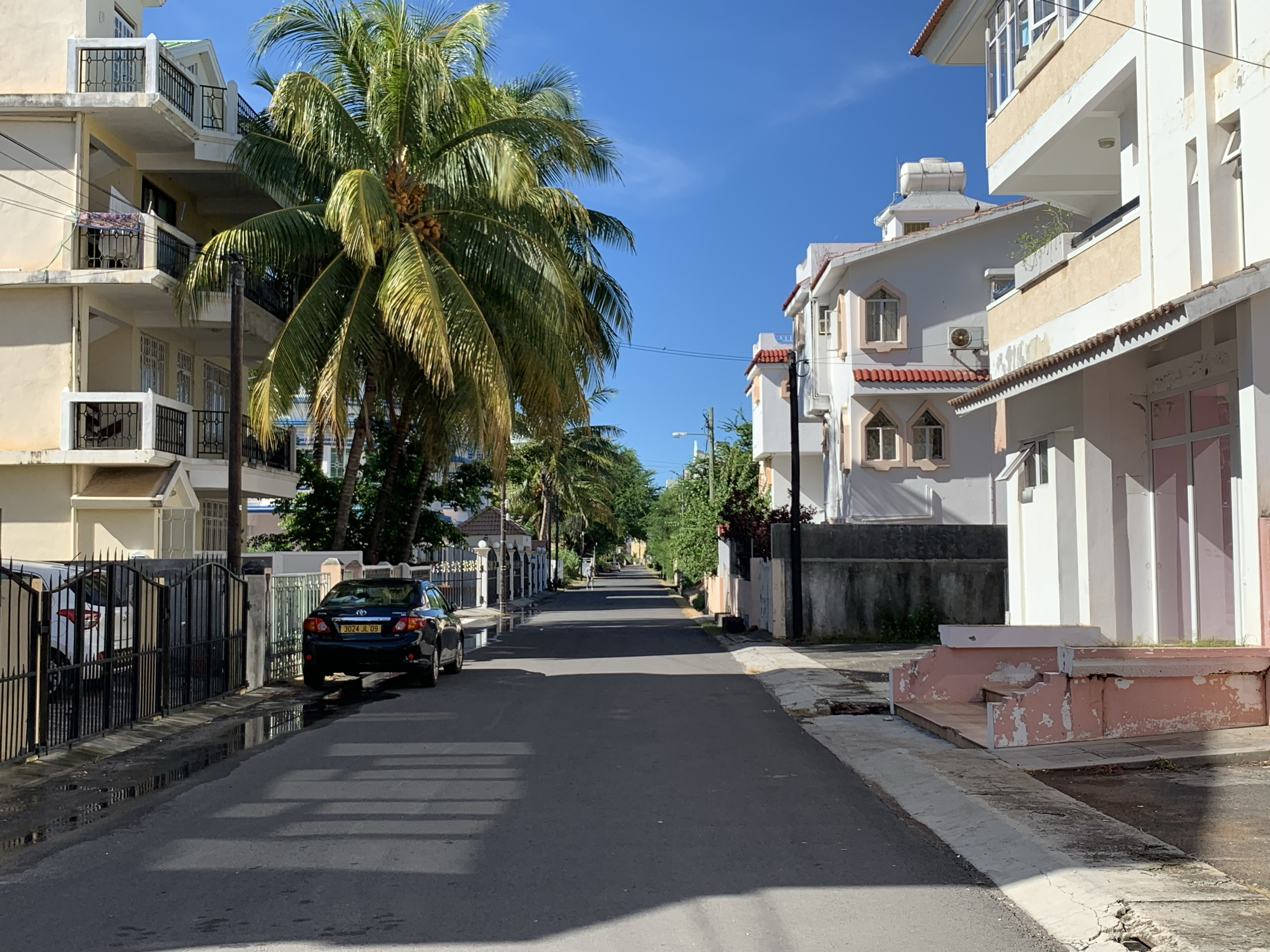
Avenue des Tourtereaux.

Flic en Flac possède plus d'un kilomètre et demi de long de plages où l'eau est tiède toute l'année. C'est un site réputé pour la plongée sous-marine avec ses nombreuses grottes et épaves. Des bungalows privés sont disponibles pour la location. Flic en Flac est le deuxième site touristique de Maurice, après Grand Baie qui est située au nord de l'île.

## Transports

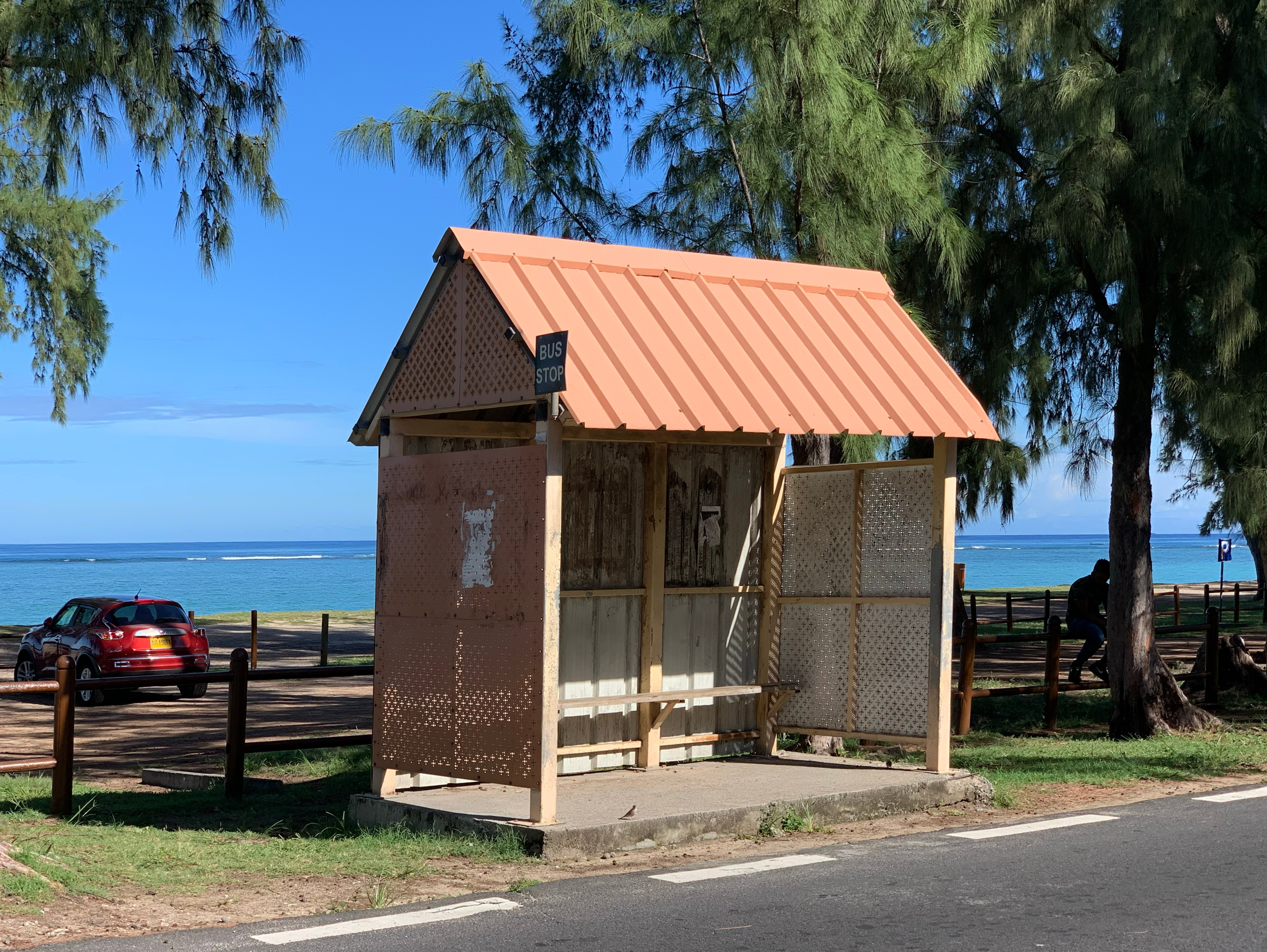
Arrêt de bus.
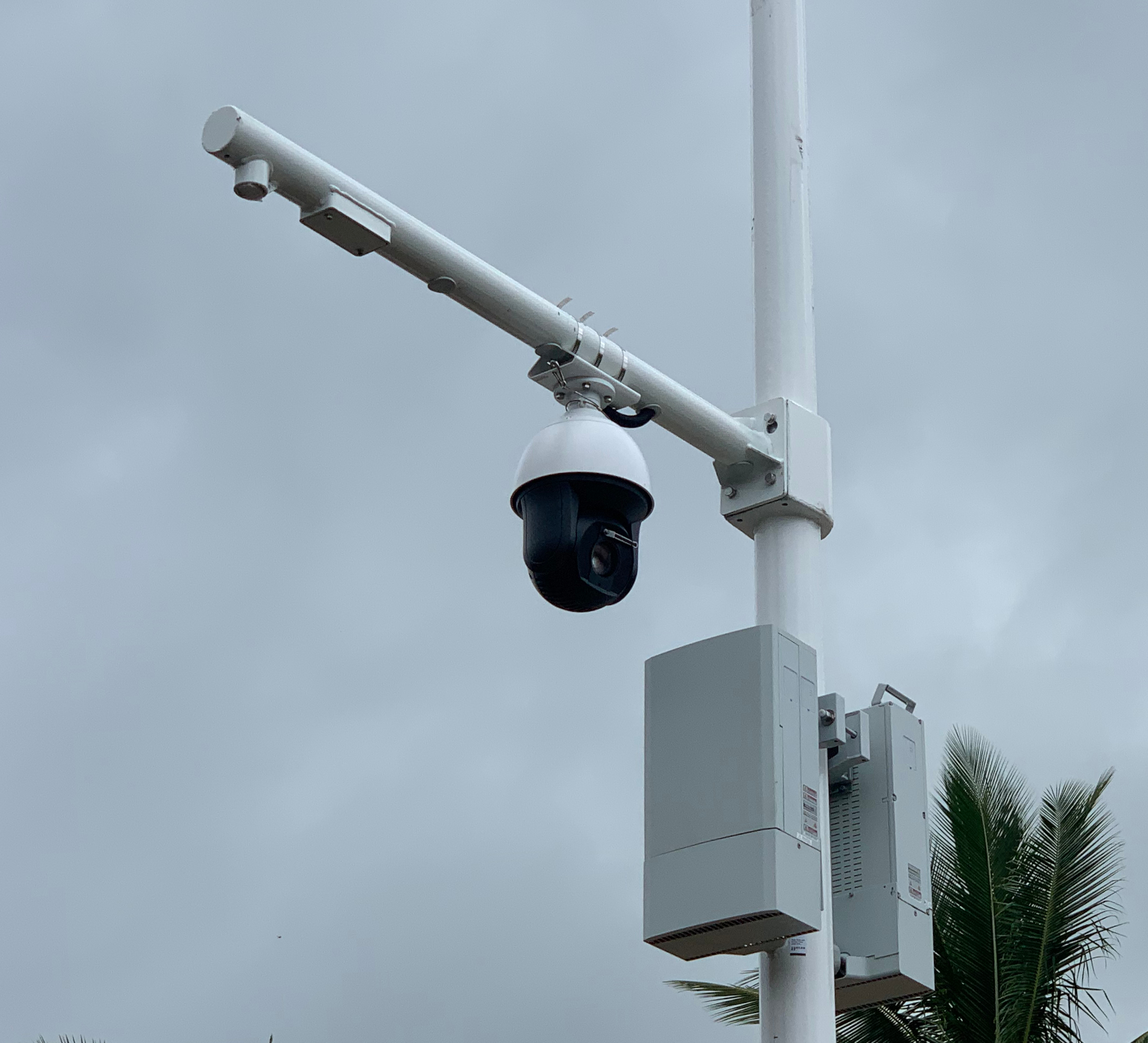
Caméra de surveillance.
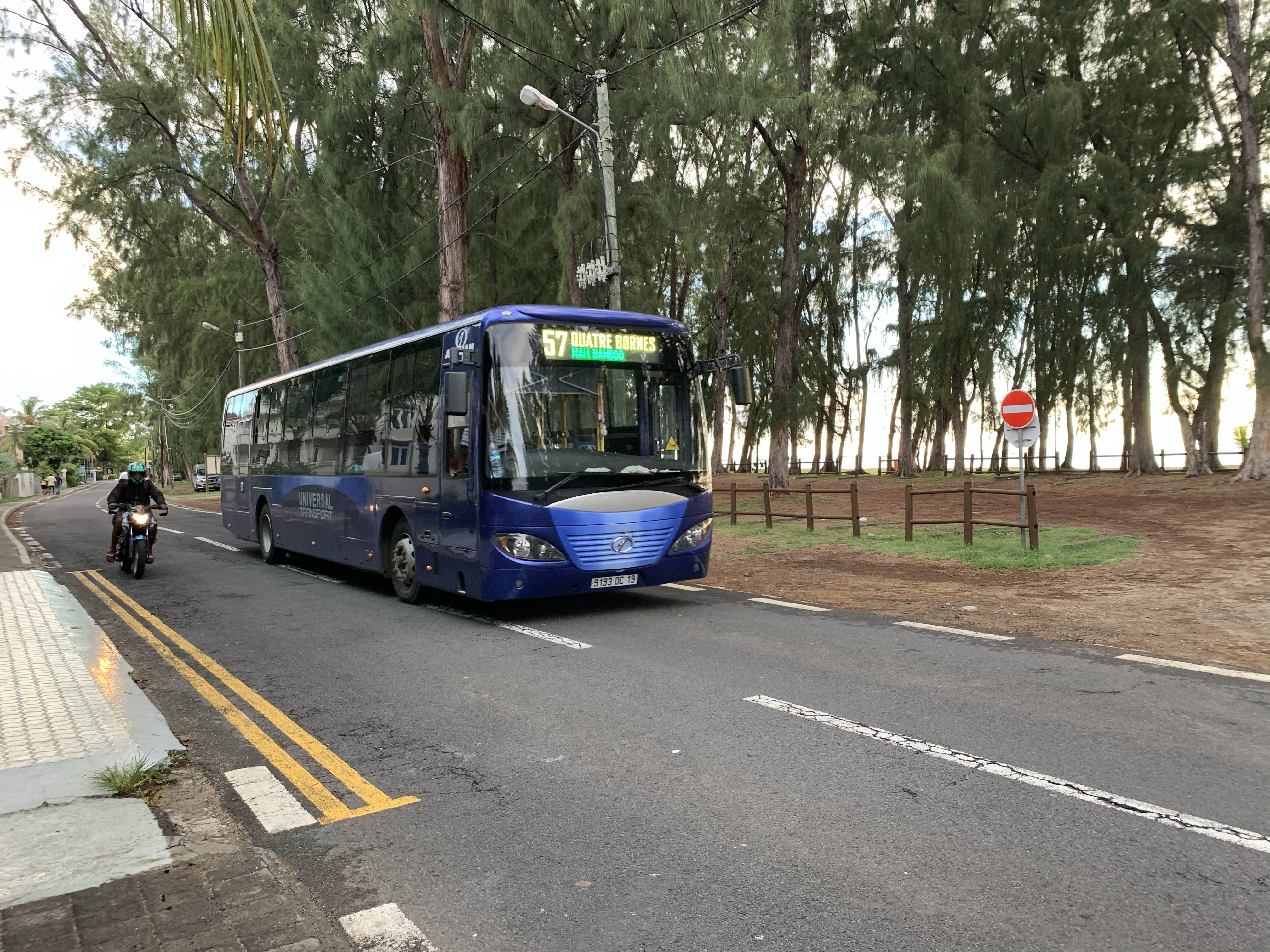
Ligne de bus régulière.
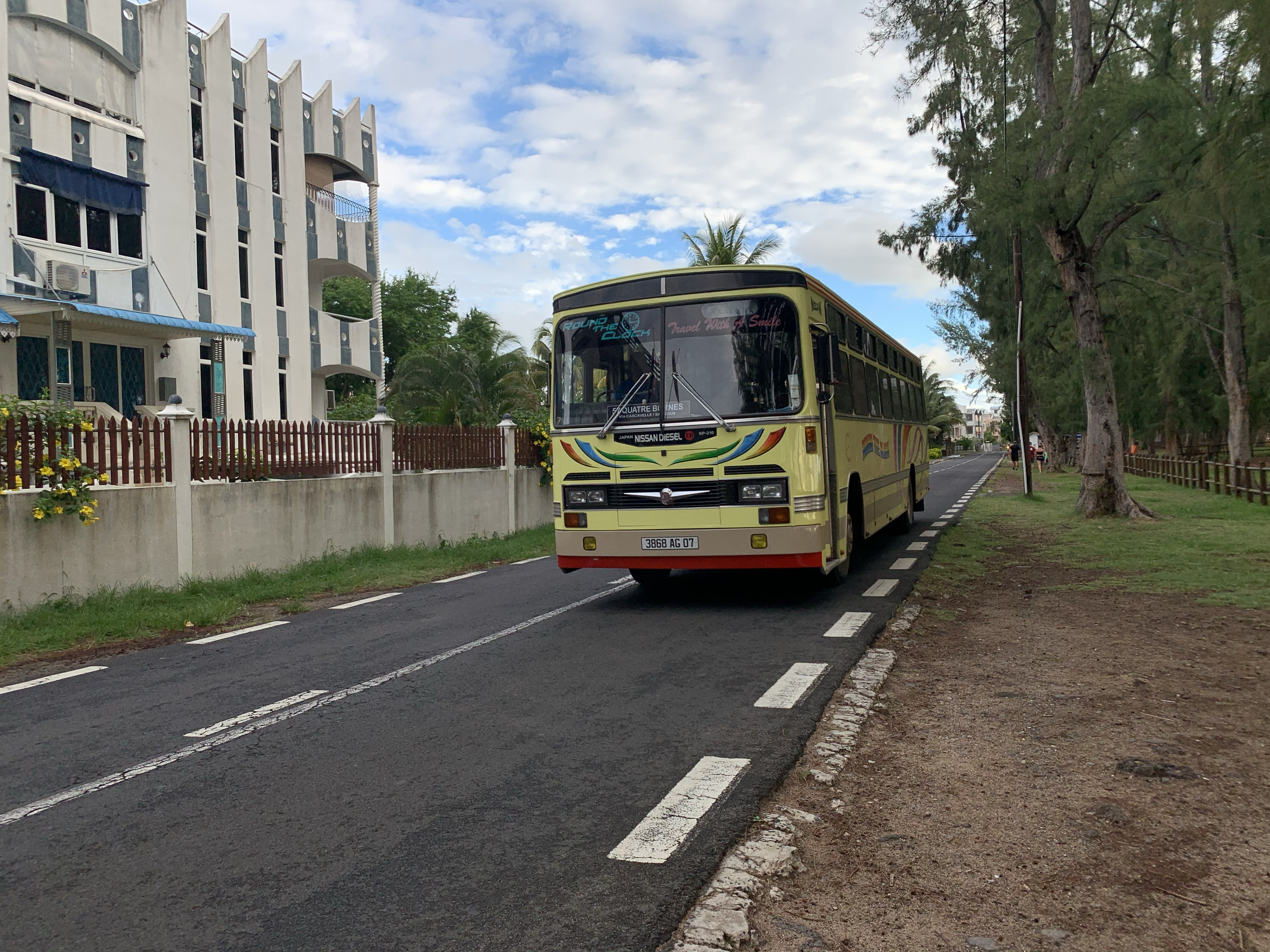
Bus scolaire.
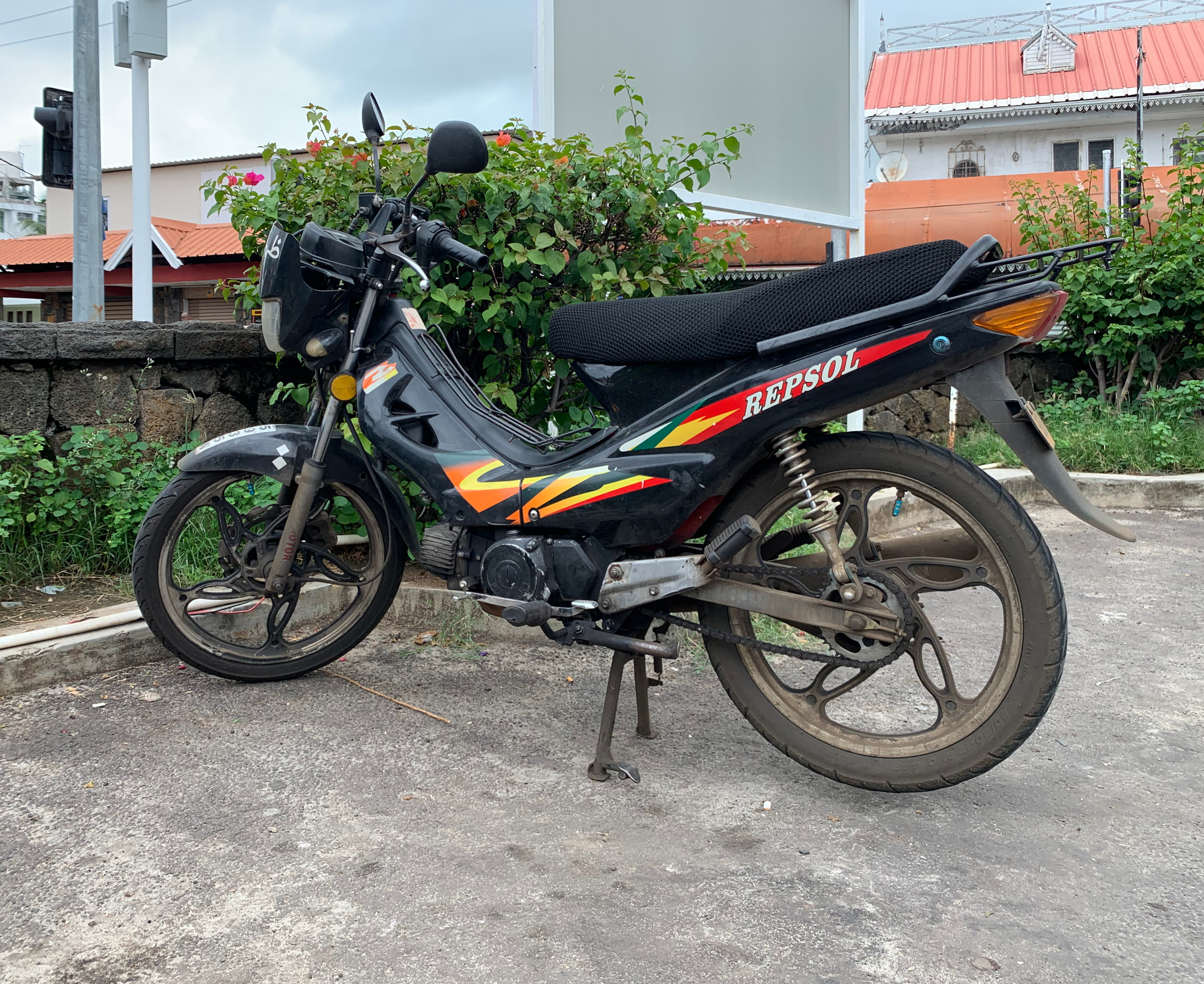
Motocyclette Repsol.